# Hong Myong-hui (Leichtathletin)
Hong Myong-hui (* 21. April 1979) ist eine nordkoreanische Langstreckenläuferin.
Am 20. Juni 1997 stellte sie in Pjöngjang mit 32:02,0 min den aktuellen Landesrekord im 10.000-Meter-Lauf auf (Stand Juni 2009). 2000 siegte sie beim Pjöngjang-Marathon in 2:31:28 h.
Bei der Universiade 2001 in Peking wurde sie Neunte über 10.000 m.